# Trophée mondial de course en montagne 1991
Navigation
1990 1992
Le Trophée mondial de course en montagne 1991 est une compétition de course en montagne qui s'est déroulée le 8 septembre 1991 à Zermatt dans le canton du Valais en Suisse. Il s'agit de la septième édition de l'épreuve.

## Résultats
Le parcours de la course junior mesure 8,3 km pour 530 m de dénivelé. L'Autrichien Markus Kröll s'élance en favori, bien décidé à doubler la mise. L'Allemand Ulrich Steidl ne se laisse pas impressionner et parvient à doubler l'Autrichien pour s'imposer. L'Italien Dario Fracassi complète le podium,.
La course féminine se déroule sur le même parcours que celui des juniors. La Française Isabelle Guillot prend d'emblée les commandes et domine la course pour remporter le titre, reléguant ses adversaires à plus de deux minutes. L'Italienne Manuela Di Centa arrache de justesse la seconde marche du podium face à Annie Mougel. La Suisse et la France se retrouvent à égalité de points au classement par équipes mais l'avantage va à la Suisse grâce à la sixième place de Marie-Christine Ducret face à la onzième place d'Evelyne Mura,.
Le parcours court masculin mesure 11,3 km pour 805 m de dénivelé. Le champion du monde junior 1988 Woody Schoch prend le premier la tête mais se fait doubler dans la première montée par l'Irlandais John Lenihan. Ne se laissant pas décourager, il court auprès de ses coéquipiers Marius Hasler et Renatus Birrer pour ne pas se faire larguer. Marius prend la tête du groupe et termine sur la deuxième marche du podium à dix-sept secondes devant Woody. Renatus perd la quatrième place au profit d'un autre Irlandais, Robin Bryson,,.
La course masculine longue se déroule sur un parcours de 17,3 km et 1 500 m de dénivelé. Annoncé comme le favori après ses victoires à Thyon-Dixence et Sierre-Zinal, le Colombien Francisco Sánchez prend la tête de course mais connaît une baisse de régime à mi-parcours. Son compatriote Jairo Correa porte alors son attaque et s'envole en tête, s'imposant avec près de deux minutes d'avance. Le Français Jean-Paul Payet parvient également à doubler Francisco pour s'offrir la médaille d'argent. Avec trois coureurs dans le top 10, c'est cependant l'Italie qui remporte le classement par équipes devant l'Autriche et la Colombie,.

### Seniors

#### Courses individuelles
| Rang               | Athlète             | Pays     | Temps           |
| ------------------ | ------------------- | -------- | --------------- |
| Médaille d'or      | Jairo Correa        | Colombie | 1 h 24 min 28 s |
| Médaille d'argent  | Jean-Paul Payet     | France   | 1 h 26 min 20 s |
| Médaille de bronze | Francisco Sánchez   | Colombie | 1 h 27 min 8 s  |
| 4                  | Helmut Schmuck      | Autriche | 1 h 28 min 24 s |
| 5                  | Costantino Bertolla | Italie   | 1 h 28 min 34 s |
| 6                  | Davide Milesi       | Italie   | 1 h 28 min 52 s |
| 7                  | Peter Schatz        | Autriche | 1 h 28 min 54 s |
| 8                  | Christian Aebersold | Suisse   | 1 h 28 min 55 s |

| Rang               | Athlète                | Pays     | Temps       |
| ------------------ | ---------------------- | -------- | ----------- |
| Médaille d'or      | Isabelle Guillot       | France   | 41 min 0 s  |
| Médaille d'argent  | Manuela Di Centa       | Italie   | 43 min 2 s  |
| Médaille de bronze | Annie Mougel           | France   | 43 min 9 s  |
| 4                  | Eroica Spiess          | Suisse   | 44 min 20 s |
| 5                  | Monika Graf            | Suisse   | 44 min 24 s |
| 6                  | Marie-Christine Ducret | Suisse   | 45 min 9 s  |
| 7                  | Maria Cocchetti        | Italie   | 45 min 29 s |
| 8                  | Elisabeth Rust         | Autriche | 46 min 3 s  |

#### Courses par équipes
| Rang               | Pays                                                                                         | Points |
| ------------------ | -------------------------------------------------------------------------------------------- | ------ |
| Médaille d'or      | Italie Costantino Bertolla (5e) Davide Milesi (6e) Marco Toini (9e) Bortolo Saio (12e)       | 20     |
| Médaille d'argent  | Autriche Helmut Schmuck (4e) Peter Schatz (7e) Florian Stern (11e) Karl Zisser (44e)         | 22     |
| Médaille de bronze | Colombie Jairo Correa (1er) Francisco Sánchez (3e) José Riveros (21e) Fabio Villafrade (33e) | 25     |

| Rang               | Pays                                                                                           | Points |
| ------------------ | ---------------------------------------------------------------------------------------------- | ------ |
| Médaille d'or      | Suisse Eroica Spiess (4e) Monika Graf (5e) Marie-Christine Ducret (6e) Gaby Schütz (9e)        | 15     |
| Médaille d'argent  | France Isabelle Guillot (1re) Annie Mougel (3e) Evelyne Mura (11e) Simone Bois (18e)           | 15     |
| Médaille de bronze | Italie Manuela Di Centa (2e) Maria Cocchetti (7e) Maria Grazia Roberti (13e) Pina Deiana (16e) | 22     |

### Court seniors hommes
| Rang               | Athlète         | Pays    | Temps       |
| ------------------ | --------------- | ------- | ----------- |
| Médaille d'or      | John Lenihan    | Irlande | 54 min 12 s |
| Médaille d'argent  | Marius Hasler   | Suisse  | 54 min 45 s |
| Médaille de bronze | Woody Schoch    | Suisse  | 55 min 2 s  |
| 4                  | Robin Bryson    | Irlande | 55 min 7 s  |
| 5                  | Renatus Birrer  | Suisse  | 55 min 11 s |
| 6                  | Fabio Ciaponi   | Italie  | 55 min 17 s |
| 7                  | Andrea Agostini | Italie  | 55 min 25 s |
| 8                  | Paolo Agostini  | Italie  | 55 min 39 s |

### Juniors

#### Courses individuelles
| Rang               | Athlète        | Pays      | Temps       |
| ------------------ | -------------- | --------- | ----------- |
| Médaille d'or      | Ulrich Steidl  | Allemagne | 39 min 25 s |
| Médaille d'argent  | Markus Kröll   | Autriche  | 39 min 45 s |
| Médaille de bronze | Dario Fracassi | Italie    | 40 min 18 s |

#### Courses par équipes
| Rang               | Pays                                                                                         | Points |
| ------------------ | -------------------------------------------------------------------------------------------- | ------ |
| Médaille d'or      | Italie Dario Fracassi (3e) Simone Lenzi (9e) Simone Pagani (10e) Martin Mayrhofer (24e)      | 22     |
| Médaille d'argent  | Allemagne Ulrich Steidl (1er) Andre Neubauer (14e) Felix Sippli (23e) Patrick Heinlein (31e) | 38     |
| Médaille de bronze | Suisse Silvano Turati (4e) Hugo Elmar (8e) Roman Wenk (26e)                                  | 38     |